# Have a Nice Trip (Psychonaut 4)
Have a Nice Trip è il primo album in studio degli Psychonaut 4.
È stato rilasciato l'11 agosto 2012 dalla Depressive Illusions Records in edizione limitata a 500 copie in cassette.
Il novembre dello stesso anno, la Der neue Weg Production ha rilasciato un'altra edizione limitata a 500 copie in CD.
Il 1 dicembre 2018, la Talheim Records ha rilasciato ulteriori 1500 copie in CD e 500 in vinile.

## Tracce
L'album ha una durata totale di 1 ora, 3 minuti e 38 secondi.
1. Intro I - 03:31
2. Parasite - 07:28
3. Lethargic Dialogue - 05:45
4. Have a Nice Trip - 09:00
5. Overdose Was the Best Way to Die - 05:23
6. Intro II - 02:19
7. Pseudo - 04:39
8. Drop by Drop - 06:51
9. Hate Parade - 04:45
10. Antihuman [Drug=Друг] - 09:08
11. Yle - 04:39

## Formazione
- Drifter  - chitarra, testi
- Nepho - batteria
- Graf von Baphomet - voce, testi
- GlixXx - chitarra, testi
- Andreé - basso, testi